# Războaiele Bizantino-Bulgare
Războaiele Bizantino-Bulgare au fost o serie de conflicte militare între bizantini și bulgari, care au început atunci când protobulgarii s-au așezat pentru prima dată în peninsula Balcanică în secolul al V-lea și s-au intensificat odată cu extinderea Imperiului Bulgar înspre sud-vest după anul 680 d.Hr. Bizantinii și bulgarii au continuat să se ciocnească în secolul următor cu victorii de o parte și alta, până când bulgarii, conduși de Krum, au provocat o serie de înfrângeri zdrobitoare asupra bizantinilor. După ce Krum a murit în 814, fiul său Omurtag a negociat un tratat de pace de treizeci de ani. În 893, în timpul următorului război major, Simeon I, împăratul bulgar, a învins pe bizantini în încercarea sa de a forma un mare imperiu est-european, dar eforturile sale au eșuat. 
În 971, Ioan I Tzimiskes, împăratul bizantin, a subjugat o mare parte a imperiului bulgar slăbit de războaiele cu ruși, pecenegi, maghiari și croați și prin înfrângerea lui Boris al II-lea a cucerit Veliki Preslav, capitala bulgară. Constantinopolul sub conducerea lui Vasile al II-lea a cucerit complet Bulgaria în 1018 ca urmare a bătăliei decisive din 1014 de la Kleidion. Au avut loc răscoale împotriva stăpânirii bizantine din 1040 până în 1041 și în anii 1070 și 1080, dar acestea nu au reușit. În 1185, însă, Petru al IV-lea și Ioan Asan I au început o revoltă, iar Imperiul Bizantin care era slăbit de probleme dinastice interne, nu a putut să împiedice ca revolta să aibă succes. 
După ce a Cruciada a patra a cucerit Constantinopolul în 1204, Ioniță Caloian, împăratul bulgar, a încercat să stabilească relații de prietenie cu cruciații, dar Imperiul Latin de Constantinopol, recent creat, a refuzat orice ofertă de alianță cu bulgarii. Datorită primirii sale reci, Caloian s-a aliat cu Imperiul de la Niceea, unul dintre statele bizantine create după căderea Constantinopolului, ceea ce a redus puterea cruciaților în zonă. Chiar dacă nepotul său Borilă s-a aliat cu Imperiul Latin, succesorii lui Borilă au fost de partea Imperiului de la Niceea, în ciuda câtorva atacuri din partea lor. După ce Imperiul Latin s-a prăbușit, bizantinii, profitând de un război civil bulgar, au cucerit teritorii din Tracia, dar împăratul bulgar Teodor Svetoslav a recucerit aceste meleaguri. Relațiile bizantino-bulgare au continuat să fluctueze până când turcii otomani au cucerit cele două state. Capitala bulgară Tărnovo a căzut în 1393 în mâinile lui Baiazid I și capitala bizantină la 29 mai 1453 în fața trupelor aflate sub comanda sultanului Mahomed al II-lea (1432-1481).

## Războiul lui Asparuh
Bizantinii și protobulgarii s-au confruntat pentru prima dată când fiul cel mai tânăr al hanului Kubrat, Asparuh al Bulgariei, s-a mutat spre vest, ocupând ceea ce este astăzi sudul Basarabiei (Bugeacul). Asparuh i-a învins pe bizantinii conduși de Constantin al IV-lea, care a poruncit o operațiune combinată pe uscat și pe mare împotriva invadatorilor bulgari și le-a asediat în vara anului 680 tabăra fortificată din regiunea Ongal (Bugeac). Având o sănătate precară, împăratul a fost nevoit să-și părăsească armata, care a intrat în panică și a fost învinsă de bulgari. În 681, Constantin a fost forțat să recunoască statul bulgar din Moesia și să plătească bani pentru a evita raidurile ulterioare în Tracia bizantină. Opt ani mai târziu, Asparuh a condus cu succes o campanie de cucerire a Traciei bizantine.

## Războaiele lui Tervel
Tervel este menționat pentru prima dată în textele bizantine, în 704, când împăratul Iustinian al II-lea a venit la el și i-a cerut ajutorul, Hanul bulgar l-a sprijinit pe Iustinian în tentativa sa de a redobândi tronul bizantin, în schimbul prieteniei, cadourilor și fiicei sale. Cu o armată de 15.000 de călăreți oferiți de Tervel, Iustinian a avansat brusc asupra Constantinopolului și a reușit să intre în oraș în 705. Împăratul restaurat i-a executat pe împărații Leontios al II-lea și Tiberiu al II-lea, împreună cu mulți dintre susținătorii acestora. Iustinian l-a recompensat pe Tervel cu multe daruri, cu titlul de kaisar (Cezar), ceea ce l-a făcut al doilea împărat și primul conducător străin din istoria bizantină care a primit un astfel de titlu și, eventual, o concesie teritorială în nord-estul Traciei, regiunea numită Zagore. Nu se știe dacă fiica lui Iustinian Anastasia s-a căsătorit cu Tervel așa cum a fost înțelegerea. 
După trei ani, Iustinian al II-lea însuși a încălcat acest aranjament și a început operațiunile militare pentru recuperarea zonei cedate. Tervel l-a învins în bătălia de la Anchialus (sau Ankhialo) în 708. În 711, confruntat cu o revoltă serioasă în Asia Mică, Iustinian a căutat din nou ajutorul lui Tervel, dar a obținut doar un sprijin minor, o armată de doar 3.000 de oameni. Învins de împăratul rebel Philippikos Bardanes, Iustinian al II-lea a fost capturat și executat, în timp ce aliații săi bulgari au fost lăsați să se retragă în țara lor. Tervel a profitat de tulburările din Imperiul Bizanin pentru a face raiduri în Tracia în 712, jefuind regiunea până în apropiere de Constantinopol. 
Conform informațiilor cronologice din Nominalia, Tervel a murit în 715. Cu toate acestea, cronicarul bizantin Teofan Mărturisitorul îi atribuie lui Tervel un rol în încercarea de a readuce la putere pe împăratul  Anastasiu al II-lea în 718 sau 719. Dacă Tervel a supraviețuit atât de mult, el a fost conducătorul bulgar care a încheiat un nou tratat cu împăratul Teodosie al III-lea în 716 (confirmând tributul anual plătit de bizantini Bulgariei și concesiile teritoriale din Tracia, precum și reglementarea relațiilor comerciale și a tratamentului refugiaților politici) și el a fost, de asemenea, conducătorul bulgar care a ajutat la ridicarea celui de-al doilea asediu arab al Constantinopolului în anii 717 – 718. Potrivit lui Teofan Mărturisitorul, bulgarii au ucis vreo 22.000 de arabi în luptă.

## Războaiele lui Constantin al V-lea
După moartea lui Sevar, Bulgaria a intrat într-o perioadă lungă de criză și tulburări, în timp ce bizantinii și-au consolidat pozițiile. Între anii 756 și 775, noul împărat bizantin Constantin al V-lea a condus nouă campanii împotriva vecinului său din nord pentru a stabili o frontieră bizantină pe Dunăre. Datorită schimbării frecvente a conducătorilor (opt hani au fost tron în douăzeci de ani) și a crizei politice constante, Bulgaria a fost pe punctul de a dispărea de pe hartă. 
În prima sa campanie din 756, Constantin al V-lea a avut succes și a reușit să-i învingă pe bulgari de două ori, dar în 759, Vineh, hanul bulgar, a învins definitiv armata bizantină în bătălia din Pasul Rișki. Vinek a căutat apoi să facă pace cu bizantinii, dar a fost asasinat de nobilii bulgari. Noul conducător, Teleț, a fost învins la bătălia de la Anchialus în 763. Pe parcursul următoarelor campanii, ambele părți nu au reușit să obțină un succes semnificativ, deoarece bizantinii nu au putut trece prin Munții Balcani, iar flota lor a fost distrusă de două ori în furtuni grele (2.600 de nave s-au scufundat într-una din furtuni în 765). În 774, au învins o forță bulgară inferioară la Berzitia (Litosoria), dar acesta a fost ultimul succes al lui Constantin al V-lea: ca urmare a înfrângerii lor, bulgarii au luat măsuri serioase de precauție pentru a scăpa de spionii bizantini din Pliska, prima capitală a Țaratului Bulgar. Hanul Telerig a trimis un emisar secret lui Constantin al V-lea, care să-i spună că are intenția de a fugi din Bulgaria și de a căuta refugiu la împărat și de a căuta asigurări de ospitalitate. Telerig a reușit să-l facă pe împărat să-și trădeze propriii agenți în Bulgaria, care au fost prinși și executați. Represaliile bizantine nu a reușit să se concretizeze, deoarece Constantin al V-lea a murit în 775. 

## Represalii eșuate ale lui Constantin al VI-lea
În 791, împăratul bizantin Constantin al VI-lea a pornit într-o expediție împotriva Bulgariei, ca represalii pentru incursiunile bulgare în valea Struma din 789. Kardam a preîntâmpinat invazia bizantină și i-a înfruntat pe bizantini în apropiere de Adrianopoli, în Tracia. Armata bizantină a fost învinsă și pusă pe fugă.   
În 792, Constantin al VI-lea a condus o altă armată împotriva bulgarilor și a ridicat o tabără la Marcellae, lângă Karnobat, și a poruncit fortificarea acesteia. Kardam a sosit cu armata sa pe 20 iulie și a ocupat culmile învecinate. După o perioadă în care cele două forțe s-au măsurat reciproc, Constantin al VI-lea a ordonat atacul, dar în bătălia care a urmat de la Marcellae, forțele bizantine au rupt formația și au fost din nou înfrânte și puse pe fugă. Kardam a cucerit cortul imperial și i-a lut prizonieri pe slujitorii împăratului. După întoarcerea la Constantinopol, Constantin al VI-lea a semnat un tratat de pace și s-a angajat să plătească un tribut anual Bulgariei. 
În 796, guvernul imperial era recalcitrant și Kardam a considerat necesar să ceară tributul, în timp ce amenința că va devasta Tracia, dacă nu va fi plătit. Potrivit cronicarului Teofan Mărturisitorul, Constantin al VI-lea și-a bătut joc de această cererea prin faptul că a trimis bălegar în locul aurului ca „tribut potrivit” și promițând că va conduce o nouă armată împotriva bătrânului Kardam la Marcellae. Încă o dată armata împăratului s-a îndreptat spre nord și a întâlnit-o din nou pe a lui Kardam în apropiere de Adrianopol. Armatele s-au confruntat timp de 17 zile fără a intra în luptă, în acest timp cei doi monarhi probabil că au început negocierile. În cele din urmă, conflictul a fost evitat și pacea a fost reluată în aceleași condiții ca în 792. 

## Războaiele hanului Krum
Hanul Krum s-a angajat într-o politică agresivă în interiorul Balcanilor, cu raiduri de-a lungul văii râului Struma în 807, unde a învins o armată bizantină și a jefuit o cantitate enormă de aur destinată salariului întregii armate bizantine. În 809, Krum a asediat și a forțat predarea orașului Serdica (Sofia), măcelărind garnizoana bizantină în ciuda promisiunii sale că le va cruța viața. Acest lucru l-a făcut pe împăratul bizantin Nicefor I Genikos să mute populația din Anatolia de-a lungul frontierei pentru a-o proteja și pentru a încerca să recucerească și să refortifice Serdica, cu toate că acest plan a eșuat în cele din urmă. 

### Conflictul cu Nicefor I Genikos
La începutul anului 811, Nicefor I Genikos a condus o expediție masivă împotriva Bulgariei, înaintând spre Marcellae (lângă Karnobat). Aici Krum a încercat să negocieze la 11 iulie 811, dar Nicefor era hotărât să-și continue avansul. Armata sa a reușit să evite ambuscadele bulgarilor din Munții Balcani și a învins o armată de 12.000 de oameni care a încercat să blocheze înaintarea lor în Moesia. O altă armată de 50.000 de osași, adunată în grabă, a fost învinsă îm Bătălia de la Pliska, în fața zidurilor capitalei bulgare, Pliska, care a căzut în mâinile împăratului Nicefor la 20 iulie. Aici Nicefor, care a fost ministru financiar înainte de a deveni împărat, s-a folosit de comorile lui Krum, în timp ce a dat foc orașului și a îndreptat armata asupra populației. O nou tentativă diplomatică a lui Krum a fost refuzată. Nicefor a arătat o mare cruzime, ordonând armatei sale să ucidă populația capitalei bulgare.
Preocupat din ce în ce mai mult de problemele de disciplină ale armatei sale, Nicefor a început în sfârșit să se retragă spre Tracia. Între timp, Krum a mobilizat cât mai mulți dintre supușii săi (inclusiv femeile) și a început să pună capcane și să atragă în ambuscadă armata imperială în retragere prin trecătorile munților. În zorii zilei de 26 iulie, bizantinii s-au găsit prinși între o groapă și un zid de lemn în pasul Vărbica. Nicefor a fost ucis în bătălia care a urmat, împreună cu multe dintre trupele sale, în timp ce fiul său Staurakios a fost dus în siguranță de garda de corp imperială după ce a paralizat din cauza unei lovituri de spadă. Conform tradiției, Krum avea craniul împăratului Nicefor căptușit cu argint și îl folosea ca o cană de băut. Acest lucru i-a mărit reputația în ceea ce privește brutalitatea și i-a adus renumele de „Noul Sanherib”. 

### Conflictul cu Mihail I Rangabe
Staurakios a fost nevoit să abdice după o scurtă domnie (a murit într-o mănăstire, din cauza rănii sale, în 812) și a fost succedat de cumnatul său, Mihail I Rangabe. În 812, Krum a invadat Tracia bizantină, a cucerit Develt și a făcut ca populația cetăților din apropiere să fugă de teamă spre Constantinopol. Din această poziție de forță, Krum a oferit o revenire la tratatul de pace din 716. Nedorind să-și compromită regimul dând dovadă de slăbiciune, noul împărat Mihai I Rangabe a respins propunerea, mai ales din cauza clauzei referitoare la schimbul de dezertori. Pentru a exercita mai multă presiune asupra împăratului, Krum a asediat și a capturat Mesembria (Nesebăr) în toamna anului 812. 
În februarie 813, bulgarii au atacat în Tracia, dar au fost respinși de forțele împăratului. Încurajat de acest succes, Mihail I a adunat trupe din întregul imperiu și s-a îndreptat spre nord, în speranța unei victorii decisive. Krum și-a condus armata spre sud spre Adrianopol și a ridicat o tabără lângă Versinikia. Mihai I și-a aliniat armata împotriva bulgarilor, dar niciuna dintre părți nu a inițiat un atac timp de două săptămâni. În cele din urmă, pe 22 iunie 813, bizantinii au atacat, dar au fost imediat puși pe fugă. Cu cavaleria lui Krum pe urmele sale, expediția lui Mihail I a fost sortită eșecului, în timp ce Krum a înaintat asupra Constantinopolului, pe care l-a asediat de pe uscat. Discreditat, Mihail a fost forțat să abdice și să devină călugăr - al treilea împărat bizantin demis din cauza lui Krum. 

### Conflictul cu Leon al V-lea Armeanul
Noul împărat, Leon al V-lea Armeanul, s-a arătat deschis negocierilor și a aranjat o întâlnire cu Krum. Când a sosit, hanul Krum a fost atacat prin surprindere de arcașii bizantini și a fost rănit în timp ce încerca să scape. Furios, Krum a devastat împrejurimile Constantinopolului, a cucerit Adrianopolul și a strămutat locuitorii cetății (inclusiv părinții viitorului împărat Vasile I) dincolo de Dunăre. În ciuda apropierii iernii, Krum a profitat de starea favorabilă a vremii pentru a trimite 30.000 de oșteni în Tracia, unde aceștia au cucerit Arkadioupolis (Lüleburgaz) și au dus circa 50.000 de captivi în ținuturile bulgărești de-a lungul Dunării. Prada din Tracia a fost folosită pentru îmbogățire, iar unii prizonieri bizantini, fiind meseriași, au fost folosiți la reconstrucția cetății Pliska. 
Krum a pregătit în timpul iernii un atac major asupra Constantinopolului, cu 5000 de care de război conform unor zvonuri. Dar acest atac n-a mai avut loc, întrucât a murit la 13 aprilie 814. La tron, a fost succedat de fiul său Omurtag.  

### Tratatul de pace al lui Omurtag
Domnia lui Omurtag a început cu o invazie a Imperiului Bizantin după respingerea ofertelor bizantine pentru pace. Bulgarii au pătruns până la sud, până la orașul Babaeski modern (Bulgarophygon pe atunci), dar acolo au fost învinși de împăratul Leon al V-lea Armeanul, iar Omurtag a scăpat de pe câmpul de luptă mulțumită calului său rapid. Bătălia nu a fost o lovitură decisivă pentru bulgari, cu toate că a avut cu siguranță un efect negativ asupra lor. Posibilitatea unei alianțe anti-bulgărești între bizantini și franci, necesitatea consolidării autorității bulgare în țările nou cucerite și noile avansări ale triburilor din stepe l-au determinat pe Omurtag să încheie un tratat de pace de 30 de ani cu bizantinii în 815, care era parțial înscris pe o coloană care a fost găsită în apropierea satului Selckë, regiunea Șumen. Conform acestei inscripții, tratatul a specificat granița în Tracia, problema slavilor care au rămas în Bizanț și schimbul celorlalți prizonieri de război. Tratatul a fost onorat de ambele părți și a fost reînnoit după aderarea pe tron a noului împărat bizantin Mihail al II-lea Amorianul la tron în 820. În 821, Toma Slavul s-a revoltat împotriva împăratului bizantin și a asediat Constantinopolul, căutând să ocupe singur tronul imperial. Hanul Omurtag a trimis o armată pentru a-l ajuta pe Mihail al II-lea să învingă rebeliunea, atacând rebelii în bătălia de la Kedouktos (iarna anului 822 sau primăvara anului 823). Cu toate că relatările bizantine raportează că armata lui Toma a fost învinsă, savanții moderni consideră că bătălia a fost o victorie, cu toate că foarte costisitoare, pentru Thomas.

## Scurt război cu Theophil
După expirarea tratatului de pace inițial de 20 de ani cu Imperiul Bizantin în 836, împăratul Theophil a făcut ravagii în regiunile de la frontiera bulgară. Bulgarii au ripostat, iar sub conducerea lui Isbul, ministrul lui Malamir, au ajuns la Adrianopol. În acest moment, dacă nu chiar mai devreme, bulgarii au anexat Philippopolis (Plovdiv) și împrejurimile sale. Câteva inscripții care au supraviețuit din această perioadă fac referire la victoriile bulgărești și altele la continuarea activităților de reconstrucție a orașului Pliska și în apropiere. Războiul s-a încheiat atunci când slavii din vecinătatea Tesalonicului s-au revoltat împotriva Imperiului Bizantin în 837. 
Împăratul Theophil a căutat sprijinul bulgarilor pentru înăbușirea rebeliunii, dar a plănuit simultan ca flota sa să navigheze prin delta Dunării și să realizeze o evacuare clandestină a unor prizonieri bizantini stabiliți în Bulgaria de dincolo de Dunăre de către Krum și Omurtag. Ca represalii, Isbul a început o campanie de-a lungul coastelor Mării Egee din Tracia și Macedonia și a cucerit orașul Filippi, unde mai târziu Theophil a ridicat un monument cu o inscripție care a supraviețuit într-o biserică locală. Campania lui Isbul ar fi putut duce la instaurarea suzeranității bulgare asupra tribului slav Smoljani. 

## Războaiele lui Boris I
În ciuda abilităților sale ca diplomat și al rolului său în procesul de creștinare a Bulgariei , Boris I nu a fost un conducător foarte bun la război, fiind în diverse momente învins de către franci, croați, sârbi și bizantini. 

### Războiul din 852
Curând după venirea sa la putere, Boris a lansat în 852 o scurtă campanie împotriva bizantinilor. Nu există detalii despre rezultatul acestui război, cu toate că este posibil să fi câștigat un anumit teritoriu în Macedonia interioară. 

### Războiul din 855–856
Un alt conflict între bizantini și bulgari a avut loc în anii 855–856. Imperiul a vrut să-și recapete controlul asupra unor zone din Tracia interioară și al porturilor din jurul Golfului Burgas, în Marea Neagră. Forțele bizantine, conduse de împărat și de cezarul Bardas, au avut succes în conflict și au recucerit o serie de orașe, Philippopolis, Develtus, Anchialus și Mesembria, precum și regiunea de frontieră dintre Sider și Develtus, cunoscută sub numele de Zagora, în nord-estul Traciei. La începutul acestei campanii, bulgarii au fost distrași de un război cu francii (sub conducerea lui Ludovic Germanul) și cu croații. 

### Conflictul militar legat de convertirea creștină a lui Boris
În 863, Boris a luat o decizie de a îmbrățișa creștinismul și a căutat o misiune de creștinare din partea francilor. Bizantinii nu puteau lăsa ca un vecin atât de aproape ca Bulgaria să intre sub controlul religios al francilor. Bizanțul a câștigat recent o victorie majoră asupra arabilor și a fost în stare să strângă o forță militară considerabilă împotriva Bulgariei. O flotă a fost trimisă în Marea Neagră și o armată a fost trimisă să invadeze Bulgaria. Întrucât cea mai mare parte a armatei lui Boris făcea campanii împotriva Moraviei, în nord-vest, Boris nu a avut de ales decât să cedeze imediat. Boris  a renunțat la alianța francă, a permis clerului grec să intre în Bulgaria și, în cele din urmă, a fost botezat, cu împăratul bizantin Mihail al III-lea ca naș; Boris și-a luat și numele Mihail la botezul său. Bulgarilor li s-a permis să recupereze regiunea Zagora ca recompensă pentru schimbarea lor de orientare religioasă.

## Ambițiile imperiale ale lui Simeon I
Odată cu ascensiunea lui Simeon I la tron în 893, pacea de lungă durată cu Imperiul Bizantin stabilită de tatăl său urma să se încheie. Un conflict a apărut atunci când împăratul bizantin Leo al VI-lea Filozoful, acționând sub presiunea soției sale Zoe Zaoutzaina și a tatălui ei, Stylianos Zaoutzes, a mutat piața de bunuri bulgărești din Constantinopol la Salonic, unde comercianții bulgari erau impozitați foarte mult. Forțat să ia măsuri, în toamna anului 894 Simeon a invadat Imperiul Bizantin din nord, întâlnind puțină opoziție din cauza concentrării majorității forțelor bizantine în estul Anatoliei pentru a combate invaziile arabe. Informat despre ofensiva bulgară, Leo al VI-lea a fost surprins și a trimis o armată formată din gardieni și alte unități militare din capitală pentru a-l opri pe Simeon, dar trupele sale au ajuns undeva în thema Macedoniei. Maghiarii au reușit să învingă armata lui Simeon de două ori, dar în 896 au fost învinși în bătălia din Bugul de Sud. Războiul s-a încheiat în 896 cu o mare victorie bulgară lângă Bulgarophygon în Tracia de est. Piața a fost adusă înapoi la Constantinopol, iar împăratul bizantin a trebuit să plătească anual tribut Bulgariei. Mai important, cu ajutorul pecenegilor Simeon a combătut cu succes o invazie maghiară, care a fost planificată împreună cu bizantinii. 
După moartea lui Leo al VI-lea la 11 mai 912 și ajungerea la putere a fiului său minor Constantin al VII-lea, sub îndrumarea fratelui lui Leo, Alexandru, care a expulzat din palat ultima soție a lui Leo și pe mama lui Constantin, Zoe Karbonopsina, Simeon a revendicat titlul imperial și a încercat să ia locul Bizanțului ca cea mai mare putere din regiune, construind un nou imperiu bulgaro-bizantin. Alexandru a murit la 6 iunie 913, lăsând capitala în anarhie și stăpânirea imperiului în mâinile unui consiliu de regență condus de Patriarhul Nicolae Mystikos. Acest lucru a oferit conducătorului bulgar o mare oportunitate de a încerca o campanie către capitala bizantină, așa că a atacat în forță la sfârșitul lunii iulie sau august 913, ajungând la Constantinopol fără nicio rezistență serioasă. Negocierile prelungite au dus la plata restanțelor din tributul bizantin, promisiunea că împăratul Constantin al VII-lea se va căsători cu una dintre fiicele lui Simeon și, cel mai important, recunoașterea oficială a lui Simeon ca împărat (țar) al bulgarilor de către Patriarhul Nicolae în Palatul Blachernai. Până la sfârșitul domniei sale, Simeon a folosit titlul de „împărat al bulgarilor și al romanilor”. 
La scurt timp după ce Simeon a vizitat Constantinopolul, mama lui Constantin, Zoe, s-a întors la palat la insistența tânărului împărat și a trecut imediat la eliminarea regenților. Printr-un complot, ea a reușit să-și asume puterea în februarie 914, practic îndepărtându-l de la guvernare pe Patriarhul Nicolae, acuzându-l de acordarea titlului imperial lui Simeon și respingând căsătoria planificată a fiului ei cu una dintre fiicele lui Simeon. Ca represalii, Simeon a invadat Tracia în vara anului 914 și a asediat și a cucerit Adrianopolul. În 917, o armată bizantină deosebit de puternică condusă de Leon Focas, fiul lui Nicefor al II-lea Focas, a invadat Bulgaria însoțit de marina bizantină sub comanda lui Roman I Lecapenos, care a navigat în porturile bulgare din Marea Neagră. În drum spre Mesembria (Nesebǎr), unde trebuiau să primească întăriri de la trupele transportate de armată, forțele lui Focas s-au oprit să se odihnească lângă râul Acheloos, nu departe de portul Anchialos (Pomorie). Odată informat despre invazie, Simeon s-a grăbit să-i prindă pe bizantini și i-a atacat de pe dealurile din apropiere, în timp ce aceștia se odihneau dezorganizați. În bătălia de la Achelous (sau Anchialus) din 20 august 917, una dintre cele mai mari din istoria medievală, bulgarii i-au învins decisiv pe bizantini și i-au ucis pe mulți dintre comandanții lor, deși Phokas a reușit să scape în Mesembria. Ca urmare a victoriei, Simeon s-a aliat cu pecenegii și a început o ofensivă majoră împotriva teritoriilor europene ale bizantinilor. Bulgarii trimiși să urmărească rămășițele armatei bizantine s-au apropiat de Constantinopol și au întâlnit forțele conduse de Leon Focas, care se întorcea în capitală, în satul Katasyrtai, în imediata apropiere a Constantinopolului. După o încleștare nocturnă, bizantinii au suferit pierderi grele pe câmpul de luptă. 
Ultimele forțe militare bizantine au fost literalmente distruse și calea spre Constantinopol a fost deschisă, dar sârbii s-au revoltat în vest, iar bulgarii au decis să-și asigure spatele înainte de atacul final asupra capitalei bizantine, ceea ce a dat inamicului timp prețios pentru a se recupera.
Simeon a urmărit o politică agresivă cu privire la principatele sârbe medievale care tindeau să sprijine Bizanțul. Trupele bulgare conduse de Theodore Sigritsa au invadat țara, unde au înfrunta conducătorii locali ca Petar Gojniković și Pavle Branović. Între timp, amiralul Romanos Lekapenos l-a înlocuit pe Zoe ca regent al tânărului Constantin al VII-lea în 919 și a luat titlul de co-împărat în decembrie 920, asumându-și efectiv controlul imperiului. Deoarece nu mai era capabil să urce pe tronul bizantin prin mijloace diplomatice, Simeon înfuriat a trebuit din nou să înceapă un război pentru a-și impune voința. Între 920 și 922, Bulgaria a mărit presiunea asupra Bizanțului, prin campanii în vest prin Tesalia, ajungând la Istmul Corintului, iar în est în Tracia, ajungând și traversând Dardanelele pentru a asedia orașul Lampsacus. Forțele lui Simeon au ajuns înaintea Constantinopolului în 921, când au cerut ca Romanos Lekapenos să-și dea demisia și au capturat Adrianopolul; în 922, aceștia au învins în Bătălia de la Pegae de lângă Constantinopol. După luptă, oastea bulgară a ars palatele din Pegae, a jefuit Cornul de Aur și s-au întors victorioși în Bulgaria.
Disperat să cucerească Constantinopolul, Simeon a planificat o campanie de anvergură în 924 și a trimis soli califului șiit fatimid Ubayd Allah al-Mahdi Billah, care avea o armată puternică, de care avea nevoie Simeon. Ubayd Allah a fost de acord și și-a trimis propriii reprezentanți înapoi cu bulgarii pentru a aranja alianța. Însă, trimișii săi au fost prinși de bizantini la Calabria. Romanos a oferit pace Egiptului Fatimid, alături de daruri generoase și a ruinat alianța nou formată cu Bulgaria. 
În 924, Simeon a trimis o armată condusă de Časlav Klonimirović să-l învingă pe un fost aliat al său, Zaharije Pribisavljević. A avut succes, întrucât Zaharije a fugit în Croația. În vara aceluiași an, Simeon a ajuns la Constantinopol și a cerut să-l vadă pe patriarh și pe împărat. El a conversat cu Romanos în Cornul de Aur la 9 septembrie 924 și a aranjat un armistițiu, potrivit căruia Bizanțul va plăti Bulgariei o taxă anuală, dar va da primi înapoi unele orașe de pe coasta Mării Negre. În 926, trupele lui Simeon au invadat Croația, la vremea respectivă un aliat bizantin, dar au fost învinși sever de armata regelui Tomislav în bătălia din munții bosniaci. O pace a fost mediată de legatul papal Madalbert între Simeon și Tomislav. Cu toate că armata pe care a trimis-o în Croația a fost distrusă, Simeon a păstrat suficiente forțe militare pentru a începe o nouă agresiune împotriva bizantinilor.
După 14 ani de război, Simeon a fost în cele din urmă prea frustrat datorită proiectelor sale eșuate de a ajunge pe tronul bizantin. În anul următor distrugerii armatei sale în Croația, în timp ce plănuia un alt atac asupra bizantinilor, el a murit în urma unui atac de cord în palatul său din Preslav, la 27 mai 927.

## Relațiile lui Petru cu bizantinii
La scurt timp după încoronare, fiul lui Simeon, Petru I al Bulgariei, a reînceput războiul și a atacat Tracia bizantină. În urma acestei demonstrații de forță, Petru I a trimis o misiune diplomatică la Constantinopol, în căutarea păcii. O pace a fost stabilită cu frontierele restaurate la cele definite în tratatele din 897 și 904. Cuceririle lui Simeon în Tracia au fost cedate Imperiului Bizantin, care în schimb a recunoscut controlul bulgar asupra Macedoniei interioare. Petru a cerut și a primit, de asemenea, o mireasă bizantină, pe Maria Lecapena, nepoata lui Roman I Lecapenos, un tribut anual și recunoașterea titlului său de țar și al statutului autocefal al bisericii bulgare. Această pace a durat până în 966. După ce Maria Lecapena, împărăteasa lui Petru a murit la mijlocul anilor 960, împăratul bizantin Nicefor al II-lea Focas a refuzat să plătească Bulgariei tributul anual în 966, plângându-se de alianța bulgară cu maghiarii și a întreprins o demonstrație de forță la frontiera cu Bulgaria. Nicefor al II-lea nu a lansat un atac direct împotriva Bulgariei, în schimb a trimis un sol prințului kievean Sviatoslav Igorevici pentru a aranja un atac al Rusiei Kievene împotriva Bulgariei, care să fie lansat dinspre nord. Sviatoslav a început cu ușurință o campanie cu o forță uriașă și i-a împins pe bulgari spre Dunăre și a cucerit în 80 de cetăți bulgărești în anul 968. Uimit de succesul aliatului său și suspectând care ar fi de fapt intențiile sale reale, împăratul Nicefor al II-lea s-a grăbit acum să facă pace cu Bulgaria și a aranjat căsătoriile împăraților minori, Vasile al II-lea și Constantin al VIII-lea, cu două prințese bulgare. Doi dintre fiii lui Petru au fost trimiși la Constantinopol în calitate de negociatori și ostatici onorifici. Între timp, Petru a reușit să asigure retragerea forțelor kievene prin provocarea aliaților tradiționali ai Bulgariei, pecenegii, de a ataca Kievul însuși.

## Invazia lui Sviatoslav și cucerirea bizantină a Bulgariei
În 968, Boris al II-lea, viitorul împărat al Bulgariei, a mers din nou la Constantinopol pentru a negocia o tranzacție de pace cu împăratul Nicefor al II-lea Focas  și, aparent, ca ostatic onorific. Acest aranjament urma să pună capăt conflictului dintre Bulgaria și Bizanț, care acum își vor uni forțele împotriva prințului Sviatoslav I de la Kiev, pe care împăratul bizantin îl asmuțise inițial împotriva bulgarilor. În 969, o nouă invazie kieveană a învins bulgarii din nou, iar Petru I a abdicat pentru a deveni călugăr. În circumstanțe care nu sunt deloc clare, lui Boris al II-lea i-a fost permis să se întoarcă în Bulgaria și să se așeze pe tronul tatălui său. 
Boris al II-lea nu a reușit să oprească avansul trupelor kievene și a fost nevoit să-l accepte pe Sviatoslav al Kievului ca aliat și stăpân, întorcându-se împotriva bizantinilor. O campanie kieveană în Tracia bizantină a fost învinsă la Arcadiopolis în 970, iar noul împărat bizantin Ioan I Tzimiskes a înaintat spre nord. Nereușind să asigure apărarea trecătorilor din Balcani, Sviatoslav le-a permis bizantinilor să pătrundă în Moesia și să asedieze capitala bulgară Preslav. Cu toate că bulgarii și rușii și-au unit forțele în apărarea orașului, bizantinii au reușit să dea foc clădirilor și acoperișurilor din lemn cu proiectile incendiare și au cucerit fortăreața. Boris al II-lea a ajuns acum un captiv al lui Ioan I Tzimiskes, care a continuat să-i urmărească pe ruși, au asediat pe Sviatoslav în Drăstăr (Silistra), în timp ce a pretins că acționează ca aliat și protector al lui Boris și tratând monarhul bulgar cu respectul cuvenit. După ce Sviatoslav a fost de acord cu condițiile bizantinilor și a plecat spre Kiev, împăratul bizantin s-a întors la Constantinopol în triumf. Departe de a elibera Bulgaria, așa cum a pretins, Ioan l-a adus pe Boris al II-lea împreună cu familia sa, cu tot tezaurul imperial bulgar, în 971. Într-o ceremonie publică de la Constantinopol, Boris al II-lea a cedat ritual însemnele sale imperiale și i s-a acordat drept compensație titlul de magistros bizantin. Ținuturile bulgare din Tracia și Moesia inferioară au devenit acum parte a Imperiului Bizantin și au fost puse sub conducerea unor guvernatori bizantini. 

### Țarul Samuil și cucerirea Bulgariei de Vasile al II-lea
Cu toate că ceremonia din 971 a fost gândită ca o încheiere simbolică a existenței imperiului bulgar, bizantinii nu au putut să preia controlul asupra provinciilor vestice din Bulgaria. Acestea au rămas sub stăpânirea propriilor guvernatori, în special o familie nobilă condusă de patru frați numiți Comitopuli (adică „fiii contelui”), numiți David, Moise, Aron și Samuil. Acest lucru a fost văzut ca o „revoltă” de către împăratul bizantin, dar se pare că aceștia se considerau ca un fel de regență pentru captivul Boris al II-lea. În timp au început să atace teritoriile vecine de sub stăpânire bizantină, astfel că guvernul bizantin a recurs la o stratagemă menită să compromită conducerea acestei „revolte”. Astfel i s-a permis lui Boris al II-lea și fratelui său Roman să scape din captivitatea lor onorifică de la curtea bizantină, în speranța că sosirea lor în Bulgaria ar provoca o diviziune între Comitopuli și ceilalți conducători bulgari. În timp ce frații au intrat în regiunea aflată sub control bulgar în 977, Boris al II-lea a coborât de pe cal și a mers înaintea fratelui său. Confundat cu un nobil bizantin datorită ținutelor sale, Boris a fost împușcat în piept de o patrulă de frontieră. Roman a reușit să le spună cine este celorlalți paznici și a fost acceptat în mod corespunzător ca împărat. Cu toate acestea, întrucât era  eunuc, deoarece bizantinii l-au castrat, astfel încât să nu poată avea niciun moștenitor, nu a putut să-și asume tronul. În schimb, cel mai tânăr dintre frații Cometopuli, Samuil, a ajuns să-i conducă pe bulgari și a rezistat în fața bizantinilor. 
Cu toate că în cele din urmă bizantinii au reușit să cucerească toată Bulgaria, Samuil a rezistat în fața lui Vasile al II-lea timp de zeci de ani și este singurul om care l-a învins vreodată în luptă,  în 986, atunci când Samuil a învins armata lui Vasile al II-lea în Bătălia de la Porțile lui Traian și împăratul (abia supraviețuind înfrângerii grele) s-a îndreptat curând spre est pentru noi cuceriri. Victoria lui Samuil l-a determinat pe Papa Grigore al V-lea să-l recunoască drept țar și el a fost încoronat la Roma în 997. În 1002, a izbucnit un război complet. În acest moment, armata lui Vasile al II-lea era mult mai puternică, iar împăratul era hotărât să cucerească Bulgaria o dată pentru totdeauna. El a desfășurat o mare parte a armatei imperiale, experimentată în luptă ca urmare a campaniilor estice împotriva arabilor, iar Samuil a fost nevoit să se retragă în inima țării sale. Totuși, hărțuind puternica armată bizantină, Samuil a sperat să-l facă pe Vasile al II-lea să ceară pace. Zeci de ani, tactica sa a menținut independența bulgară și chiar l-a ținut departe pe Vasile de principalele orașe bulgare, inclusiv de capitala Ohrida. 
Totuși, la 29 iulie 1014, la Kleidion (sau Belasica) (actuala provincie Blagoevgrad), Vasile al II-lea a reușit să încolțească armata principală bulgară și să forțeze o luptă în timp ce Samuil era plecat. El a obținut o victorie zdrobitoare și, potrivit unei legende ulterioare, el a orbit 14.000 de prizonieri, lăsând un om la fiecare sută să vadă cu un singur ochi, pentru a-și conduce tovarășii acasă. Potrivit legendei, vederea acestei atrocități a fost prea mult chiar și pentru Samuil, care s-a învinovățit de înfrângere și a murit trei luni mai târziu, la 6 octombrie. Această legendă este o invenție ulterioară, care a dat naștere poreclei prin care Vasile al II-lea a fost cunoscut încă din secolul al XII-lea ca Bulgaroctonul, „ucigașul de bulgari”. 

### Ivan Vladislav
Împăratul bulgar Ivan Vladislav a refăcut fortificațiile de la Bitola în 1015 și a supraviețuit unui complot de asasinat întreprins de agenții bizantini. Cu toate că bizantinii au ocupat și jefuit Ohrida, nu au reușit să cucerească Pernik și au aflat vești tulburătoare că Ivan Vladislav ar încerca să-i determine pe pecenegi să-i vină în ajutor, urmând practica generală a predecesorilor săi. 
În timp ce armatele bizantine au pătruns adânc în Bulgaria în 1016, Ivan Vladislav a reușit să-și adune forțele și a început un asediu al orașului Dyrrachium (Durazzo) în iarna anului 1018. În timpul unei bătălii în fața orașului, Ivan Vladislav a fost ucis. După moartea sa, o mare parte din nobilimea și curtea bulgară, inclusiv văduva sa Maria și fiii săi, au jurat supunere lui Vasile al II-lea în schimbul garanțiilor pentru păstrarea vieții, statutului și proprietăților lor.

## Petru al II-lea
Recent proclamatul împărat bulgar Petru al II-lea Delian a condus mai târziu o mare revoltă împotriva bizantinilor. Petru al II-lea Delian a cucerit Niš și Skopje, mai întâi s-a aliat apoi a eliminat un alt potențial conducător bulgar în persoana nobilului bulgar Tihomir, care a condus o rebeliune în regiunea Durazzo. După aceea, Petru al II-lea a poruncit ca trupele să pornească în marș către Tesalonic, unde se afla împăratul bizantin Mihail al IV-lea Paflagonianul. Mihail al IV-lea a fugit, lăsându-și vistieria unui anume Mihail Ivac, probabil un fiu al lui Ivac, general în timpul lui Samuil al Bulgariei, care a predat imediat cea mai mare parte a tezaurului lui Petru aflat în afara orașului. Tesalonic a rămas în mâinile bizantine, dar Macedonia, Durazzo și unele părți din nordul Greciei au fost cucerite de forțele lui Petru al II-lea Delian. Acest lucru a inspirat alte revolte ale slavilor împotriva stăpânirii bizantine în regiunea Epirus și Albania. 
Succesele lui Petru al II-lea Delian s-au încheiat odată cu intervenția vărului său Alusian (sau Alussianus), al cărui tată, Ivan Vladislav, l-a ucis în 1015 pe tatăl lui Petru, Gavril Radomir al Bulgariei. Alusian s-a alăturat lui Petru al II-lea aparent ca un dezertor de la curtea bizantină, unde ar fi căzut în dizgrație, și a fost întâmpinat de Petru al II-lea, care i-a dat o armată pentru a ataca Salonicul. Cele două armate bulgare au preluat Salonicul și Mihail al IV-lea Paflagonianul a trebuit să fugă, lăsând bulgarilor o cantitate mare de pradă. Bizantinii au preluat ulterior orașul și Alusian abia a reușit să scape spre Ostrovo.
Într-o noapte în 1041, în timpul cinei, Alusian a profitat de beția lui Petru al II-lea și i-a tăiat nasul și l-a orbit cu un cuțit de bucătărie. Întrucât Alusian era din sângele lui Samuil, el a fost proclamat repede în locul lui Petru al II-lea de către trupele sale, dar în continuare a conspirat în favoarea bizantinilor. Când trupele bulgare și bizantine s-au pregătit pentru luptă, Alusian a părăsit trupele și s-a îndreptat spre Constantinopol, unde bunurile și pământurile sale i-au fost restaurate, iar el a fost răsplătit cu înaltul rang de magistros. 
Între timp, cu toate că era orb, Petru al II-lea Delian a reluat comanda forțelor bulgare, dar împăratul bizantin Mihail al IV-lea a decis să profite de situație și a înaintat împotriva sa. Într-o luptă lângă lacul Ostrovo (lacul Vegoritida), în 1041, Garda Varegiană condusă de Harald al III-lea a învins trupele bulgare, iar Petru al II-lea Delian a fost capturat și dus la Constantinopol, unde a fost probabil executat în 1041.

## Petru al III-lea
Trupele noului încoronat Petru al III-lea (Constantin Bodin) au cucerit Niš și Ohrida, dar au suferit o înfrângere severă la Kastoria. Contraatacul bizantin a dus la cucerirea orașului Skopje cu ajutorul lui Georgi Voiteh, care l-a trădat mai întâi pe Petru al III-lea și apoi a încercat să-i trădeze pe bizantini, dar în zadar. Într-o altă luptă, Petru al III-lea a fost luat în captivitate de bizantini și trimis, împreună cu Georgi Voiteh, ca prizonieri la Constantinopol. Voiteh a murit pe drum, în timp ce Petru al III-lea a fost aruncat în închisoare mai întâi la Constantinopol și apoi în Antiohia. 

## Teodor și al Doilea Țarat Bulgar
În 1185, Teodor (Petru al IV-lea) și fratele său mai mic, Ioan Asan I, au venit în fața împăratului bizantin Isaac al II-lea Angelos la Kypsella pentru a solicita pronoia, datorită funcțiilor militare locale dar și datorită contribuției la luptele lui Isaac al II-lea împotriva normanzilor și a altor dușmani. Ei cereau pământ și dreptul de a exploata resursele locale și de a fi scutiți de unele impozite ca urmare a participării la războaie. Cererea lor, destul de minoră, a fost respinsă, iar Ioan Asan se pare că a fost pălmuit de Isaac al II-lea. Frații insultați s-au întors acasă în Moesia și, profitând de nemulțumirea cauzată de impozitarea grea impusă de împăratul bizantin pentru a-și finanța campaniile împotriva lui Guillaume al II-lea al Siciliei și pentru a sărbători căsătoria sa cu Margareta a Ungariei, au început o revoltă împotriva stăpânirii bizantine. 
Rebeliunea nu a reușit să atragă imediat capitala istorică a Bulgariei, Preslav, dar a înființat o nouă capitală la Tărnovo, probabil centru al revoltei. În 1186 rebelii au suferit o înfrângere, dar Isaac al II-lea Angelos nu a reușit să se folosească de victoria obținută și s-a întors la Constantinopol. Cu ajutorul populației, mai ales a cumanilor din nordul Dunării, Petru și Ioan Asan și-au recuperat pozițiile și au atacat în Tracia. Când Isaac al II-lea Angelos a pătruns din nou în Moesia în 1187, nu a mai reușit să cucerească nici Tărnovo, nici Loveč, și a semnat un tratat prin care recunoștea efectiv cel de-al Doilea Țarat Bulgar (numit și Țaratul Vlaho-Bulgar), dar niciuna dintre părți nu a avut vreo intenție de a păstra pacea. Când a treia cruciadă condusă de Frederic I al Sfântului Imperiu Roman, a înaintat spre Constantinopol, reprezentanții lui Petru și Ioan Asan s-au apropiat de acesta cu oferte de ajutor militar împotriva împăratului ostil Isaac al II-lea Angelos pentru a lupta contra trupelor acestuia de la Niș și de la Adrianopol.

## Represalii eșuate ale lui Isaac al II-lea Angelos
După trecerea celei de-a treia cruciade, Isaac al II-lea Angelos a decis să se ocupe de bulgari în mod decisiv. Expediția a fost planificată la scară largă și a ajuns la Tărnovo înainte de a-l asedia pentru o perioadă îndelungată. Până în acest moment, Petru al IV-lea l-a încoronat pe Ioan Asan I co-împărat în 1189 și, fără să abdice, s-a retras la Preslav. Având sarcina apărării orașului Tărnovo, Ioan Asan l-a făcut pe împăratul bizantin să se retragă în grabă, răspândind zvonuri despre sosirea unei mari armate de cumani în apărarea orașului asediat. Armata bizantină în retragere a căzut într-o ambuscadă a lui Ioan Asan I în trecătorile din Balcani, la Treavna și Isaac al II-lea abia a scăpat cu viața în 1190. 
Succesul i-a impulsionat pe bulgari, care au cucerit zonele Sredec (Sofia) și Niš în 1191, Belgradul în 1195, Melnik și Prosek în 1196, în timp ce unele raiduri au ajuns în sud la Serres . Când împăratul bulgar Ioan Asan I a fost ucis, succesorul său Ioniță Caloian a continuat o politică agresivă împotriva Imperiului Bizantin, făcând o alianță cu Ivanko, ucigașul lui Ioan Asan I, care intrase în serviciul bizantin în 1196 și devenise guvernator al Filipopolisului (Plovdiv). Un alt aliat al lui Ioniță Caloian a fost Dobromir Hriz (Chrysus , care a guvernat zona Strumica. Coaliția a fost rapid dizolvată, deoarece bizantinii i-au învins atât pe Ivanko, cât și pe Dobromir Hriz. Cu toate acestea, Caloian a cucerit Konstanteia (Simeonovgrad) în Tracia și Varna de la Imperiul Bizantin în 1201 și cea mai mare parte a Macedoniei Slave în 1202. 

## Imperiul Latin
Războiul dintre bulgari și bizantini a fost oprit în 1204, când forțele catolice ale celei de-a patra cruciade  au cucerit și au jefuit Constantinopolul și au creat Imperiul Latin, alegându-l ca împărat pe Balduin I al Flandrei. Deși Caloian le-a oferit cruciaților o alianță împotriva Imperiului Bizantin, oferta sa a fost refuzată și Imperiul Latin și-a exprimat intenția de a cuceri toate țările fostului Imperiu Bizantin, inclusiv teritoriile guvernate de Caloian. Conflictul iminent a fost precipitat de aristocrația bizantină din Tracia, care s-a revoltat împotriva stăpânirii latine în 1205 și a solicitat ajutorul lui Caloian, oferindu-i supunerea sa.

## Războaiele latine
Deși în perioada de timp din 1204 până în 1261, bulgarii și bizantinii s-au luptat în principal cu latinii, cele două părți au avut încă resentimente una față de cealaltă. În ciuda succeselor inițial binevenite ale bulgarilor împotriva latinilor, aristocrația bizantină a început acum să se revolte sau să conspire împotriva guvernării bulgare. De asemenea, Caloian și-a schimbat planul și s-a întors fără milă împotriva foștilor săi aliați, adoptând porecla Rōmaioktonos („asasinul romanilor”), ca opusă poreclei Boulgaroktonos a lui Vasile II („ucigașul bulgarilor”). Dar, în general, relațiile dintre bulgari și Niceea, principalul stat succesor bizantin, au rămas puternice, deoarece noua aliniere pro-niceeană a Bulgariei a culminat cu căsătoria dintre fiica lui Ioan Asan II, Elena și viitorul Teodor al II-lea Laskaris, fiul împăratului Ioan al III-lea Ducas Vatatzes din Nicea. Unirea dinastică a fost celebrată în 1235 și a coincis cu restaurarea patriarhiei bulgare cu acordul patriarhilor din est și cu un asediu al Constantinopolului al forțelor combinate ale lui Ioan al III-lea și Ioan Asan al II-lea. Mai târziu, bulgarii au decis să nu mai ajute nici Imperiul Latin, nici Niceenii, deoarece ambii erau prea implicați luptându-se între ei doar pentru a ataca Bulgaria. În timpul anilor 1240 și 1250, împărații Ioan al III-lea Doukas Vatatzes și fiul său Theodore al II-lea Laskaris au condus campanii de succes împotriva țaratului bulgar.

## Războaie civile bulgare
La scurt timp după ce imperiul bizantin a fost restaurat de Mihail al VIII-lea Paleologul, s-a implicat într-un război civil în Bulgaria. Mihail a acordat sprijinul lui Ioan Asan al III-lea și a trimis mai multe armate bizantine să-l ajute să preia tronul. Ivailo, actualul conducător bulgar, a învins câteva dintre aceste încercări, dar a fost blocat timp de trei luni la Drăstăr (Silistra) de către aliații mongoli ai împăratului bizantin. Între timp, o forță bizantină a asediat capitala bulgară și, după ce a auzit un zvon despre moartea lui Ivailo în luptă, nobilimea locală s-a predat și l-a acceptat pe Ioan Asan al III-lea ca împărat în 1279.
La scurt timp după aceasta, încă în 1279, Ivailo a apărut brusc la Tărnovo cu o armată, dar nu a reușit să cucerească orașul bine fortificat. El a învins totuși o forță bizantină mai mare lângă Varna și o alta în trecătorile din munții Balcani. Disperat, Ioan Asan al III-lea a fugit din Tărnovo în 1280, iar cumnatul său, George Terter I, a preluat tronul, unind aristocrația și îndepărtând treptat sprijinul pentru Ivailo.

## Războiul bizantin al lui Teodor Svetoslav
În timpul secolului al XIII-lea, imperiile bizantine și bulgare au început să-și piardă din putere și de multe ori s-au aliat între ele pentru a-și îndepărta vrăjmașii puternici, precum Hoarda de Aur și turcii. În 1301, însă, noul împărat bulgar, agresivul Teodor Svetoslav a avut mai multe confruntări sângeroase cu bizantinii. El l-a învins pentru prima dată pe fostul împărat Mihai Asan al II-lea, care a încercat fără succes să avanseze în Bulgaria cu o armată bizantină în cca. 1302. Ca urmare a succesului său, Teodor s-a simțit suficient de sigur pentru a începe o ofensivă până în 1303 și a cucerit mai multe cetăți în nord-estul Traciei, inclusiv Mesembria (Nesebăr), Ankhialos (Pomorie), Sozopolis (Sozopol) și Agathopolis ( Ahtopol) în anul următor.  Contra-atacul bizantin a eșuat la bătălia de pe râul Skafida, lângă Sozopolis, unde co-împăratul Mihail al IX-lea Paleologul l-a pus pe fugă.  Cu toate acestea, războiul a continuat, Mihail al IX-lea și Teodor Svetoslav cucerind de multe ori pământurile celuilalt. În 1305, unchiul lui Teodor, Aldimir pare să fi încheiat un fel de acord cu bizantinii, iar Teodor Svetoslav i-a anexat țările. În 1306, Svetoslav a câștigat serviciile alanilor rebeli, care au lucrat anterior ca mercenari pentru bizantini, stabilindu-i în Bulgaria, și a încercat  fără succes să angajeze mercenarii Companiei catalane, care se revoltaseră împotriva angajatorilor lor bizantini. Războiul s-a încheiat cu un tratat de pace în 1307, cimentat cu o căsătorie între văduvul Teodor Svetoslav și Teodora Palaiologina, fiica lui Mihail al IX-lea Paleologul.

## Războiul bizantin al lui George Terter al II-lea
George Terter al II-lea a devenit conducătorul bulgar după ce tatăl său, Teodor Svetoslav, a murit în 1322 și s-a implicat activ în războiul civil din Imperiul Bizantin, unde tronul era contestat de Andronic al II-lea Paleologul și nepotul său Andronic al III-lea Paleologul. Profitând de situație, George a invadat Tracia Bizantină și, întâlnind rezistență mică, a cucerit în 1322 sau 1323 orașul  Filipopolis (Plovdiv) și o parte a zonei înconjurătoare. O garnizoană bulgară a fost instalată sub comanda unui general pe nume Ivan cel rus, în timp ce un scrib al tribunalului l-a lăudat pe George Terter al II-lea ca „posesor al sceptrului bulgar și grec”. O nouă campanie în același an a dus la cucerirea mai multor cetăți în jurul Adrianopolului, dar bulgarii au fost în cele din urmă învinși de Andronikos III. Împăratul bizantin s-a pregătit pentru o invazie a Bulgariei, când a auzit vestea că George Terter al II-lea a murit, aparent din cauze naturale.

## Războaiele lui Mihail al III-lea Asan
Moartea lui George Terter al II-lea a fost urmată de o scurtă perioadă de confuzie și incertitudine, care a fost exploatată de împăratul bizantin Andronic al III-lea Paleologul. Bizantinii au intrat în Tracia nord-estică și au cucerit o serie de orașe importante. În același timp, un pretendent sponsorizat de bizantini, Vojsil, fratele fostului împărat bulgar Smilec, s-a întărit cu o armată la Krăn, asumându-și controlul văii dintre munții Balcani și Sredna Gora. În acest moment, împăratul bulgar nou ales Mihail al III-lea Asan a pornit spre sud pentru a lupta cu Andronic al III-lea, în timp ce o altă armată bizantină a asediat orașul Filipopolis (Plovdiv). 
Cu toate că Mihail al III-lea Asan a reușit să-l forțeze pe Andronic al III-lea să se retragă, bizantinii au fost în stare să cucerească Filipopolis în timp ce bulgarii schimbau garnizoanele. Datorită acestei pierderi, Mihail al III-lea Asan l-a expulzat pe Vojsil și a recuperat controlul asupra nordului și nord-estului Traciei în 1324. Status quo-ul a fost confirmat de un tratat de pace cu Imperiul Bizantin, care a fost cimentat de căsătoria lui Mihail al III-lea Asan cu Teodora Palaiologina, sora lui Andronic al III-lea Paleologul, care a fost anterior căsătorită cu Teodor Svetoslav al  Bulgariei. 

### Războiul civil bizantin
În 1327, Mihail al III-lea Asan s-a implicat în războiul civil reînnoit în Imperiul Bizantin, luând partea cumnatului său Andronic al III-lea Paleologul, în timp ce bunicul și rivalul său, Andronic al II-lea Paleologul, a obținut sprijinul regelui sârb Ștefan Dečanski. Andronic al III-lea Paleologul și Mihail al III-lea Asan s-au întâlnit și au încheiat o alianță agresivă împotriva Serbiei. 
Cu toate acestea, Mihail al III-lea Asan a început  negocieri cu Andronic al II-lea, oferind sprijin militar în schimbul banilor și al țărilor de frontieră. Mergând la frontieră cu armata sa, Mihail Asan  al III-lea a trimis un detașament pentru a-l ajuta pe Andronic al II-lea, dar care intenționa de fapt să-l prindă pe împărat. Atenționat de nepotul său, Andronic al II-lea a ținut sub supraveghere detașamentul bulgar departe de capitală și de persoana sa. Renunțând la planul său, Mihail al III-lea Asan a încercat să câștige terenurile cu forța, dar s-a retras înainte de înaintarea lui Andronic al III-lea. O altă confruntare în fața Adrianopolului din 1328 s-a încheiat fără luptă și odată cu reînnoirea tratatului de pace, după care Mihail al III-lea Asan s-a întors în țara sa, dar nu înainte de a-și asigura o mare răsplată.

## Apărarea Bulgariei de către Ioan Alexandru
La începutul anilor 1340 relațiile cu Imperiul Bizantin s-au deteriorat temporar. Ioan Alexandru a cerut extrădarea vărului său Șișman (Šišman), unul dintre fiii lui Mihail Asan al III-lea, amenințând guvernul bizantin cu război. Bizantinii au trimis împotriva lui flota aliatului lor, emirul turc al Smirnei, Umur Beg. În Delta Dunării, turcii au jefuit satele și au atacat orașele bulgare din apropiere. Limitat de propriile pretenții, Ivan Alexandru a invadat din nou Imperiul Bizantin la sfârșitul anului 1341, susținând că a fost chemat de poporul din Adrianopol. Acolo trupele sale au fost învinse de două ori de aliații turci ai bizantinilor. 
În 1341–1347, Imperiul Bizantin a fost cufundat într-un al doilea război civil prelungit, între regența împăratului Ioan al V-lea Paleologul și tutorele său Ioan al VI-lea Cantacuzino. Vecinii bizantinilor au profitat de războiul civil, iar în timp ce Ștefan Uroș al IV-lea Dușan s-a aliat cu Ioan al VI-lea Cantacuzino, Ioan Alexandru l-a sprijinit pe Ioan al V-lea Paleologul și regența sa. Deși cei doi conducători balcanici au ales părți opuse în războiul civil bizantin, ei și-au menținut alianța între ei. Ca recompensă pentru sprijinul lui Ioan Alexandru, regența lui Ioan al V-lea Paleologul i-a cedat orașul Filipopolis (Plovdiv) și nouă cetăți importante din Munții Rodopi în 1344. 
Un alt război civil bizantin a izbucnit în Tracia, în 1352, între Matei Cantacuzino și Ioan al V-lea, care a ajuns major și era neliniștit de faptul că a fost exclus de la putere de către socrul său, Ioan al VI-lea Cantacuzino. În încercarea de a-l împăca și, de asemenea, de a-l îndepărta din capitală, împăratul i-a dat la sfârșitul anului 1351 sau 1352 o moștenire în partea de vest a Traciei bizantine și în Rodos. Fiul său, Matei, care a condus teritoriul, a fost înlăturat și a primit unul nou, situat mai la est și centrat în Adrianopol. Cei doi prinți s-au certat curând în problema graniței dintre ei, iar Matei a refuzat să-l recunoască pe Ioan al V-lea ca moștenitor al tronului. Curând a izbucnit un război între ei. După ce a angajat un număr mare de mercenari turci și având promisiunea sprijinului din partea Tesalonicienilor (dușmani de mult timp ai lui Cantacuzino), Ioan a pornit împotriva ținuturilor lui Matei. Unul după altul, orașele lui Matei, inclusiv Adrianopolul, s-au predat rapid tânărului împărat Paleolog. 
În așteptarea unor represalii puternice, Ioan al V-lea a căutat și i s-a promis ajutor atât din Serbia, cât și din Bulgaria. Între timp, după ce a angajat mai mulți turci otomani, împăratul Ioan Cantacuzino a recucerit în continuare toate orașele care s-au predat anterior lui Ioan al V-lea, care s-a retras în vest, căutând ajutorul sârbilor. Ștefan Dușan s-a obligat să-i trimită patru mii de călăreți. Cu toate acestea, beiul otoman Orhan Gazi (viitorul sultan Orhan I), i-a dat lui Cantacuzino zece mii de călăreți. Cavaleria otomană i-a întâlnit pe sârbi și, eventual, o forță bulgară - întrucât după luptă, forțele turcești au jefuit Bulgaria - într-o luptă pe câmp deschis lângă Demotika, în octombrie 1352. Cei mai mulți otomani i-au zdrobit pe sârbi și pe bulgari în prima bătălie importantă din Europa între otomani și europeni. Cantacuzino și-a păstrat puterea, iar Ioan al V-lea Paleologul a fost exilat.

## Căderea Bulgariei și a Constantinopolului
Rezultatul Bătăliei de la Kosovo Polje din 1389 dintre Cnezatul Serbiei și Imperiul Otoman nu este clar, dar moartea sultanului Murad I Hudavendighiar, fiul lui Orhan Gazi, a dus la înscăunarea lui Baiazid I ca sultan, iar otomanii au avut ulterior inițiativa în regiune. 
În 1391, tronul bizantin a fost preluat de Manuel al II-lea Paleologul, fiul lui Ioan al V-lea Paleologul. Între timp, otomanii se extind. În 1396 Bulgaria a căzut în fața turcilor otomani conduși de Baiazid I. Manuel al II-lea intră în conflict cu Baiazid I și timp de 8 ani, din 1394 până în 1402, Constantinopolul a fost supus blocadei otomane. În 1422, Murad al II-lea a asediat fără succes Constantinopolul și a ocupat Salonicul. La 29 mai 1453 Constantinopolul a fost cucerit sub comanda sultanului Mehmed al II-lea (1432-1481) în timpul ultimului împărat roman, Constantin al XI-lea Paleologul. Deoarece ambele state au devenit părți ale Imperiului Otoman, aceasta a fost sfârșitul unei lungi serii de războaie bulgaro-bizantine.